# Open Dm
Open Dm are en stemning til guitar, hvor guitaren stemmes D-A-D-F-A-D. Dette vil sige at guitaren er stemt til en D-mol akkord . Dette opnås ved at stemme sjette, tredje, anden og første streng et helt trin ned. Meget anvendt af bluessangeren Skip James